# Petersonia shelleybarkeri
Petersonia shelleybarkeri – gatunek chrząszcza z rodziny bogatkowatych, podrodziny Buprestinae i plemienia Stigmoderini. Jedyny z monotypowego rodzaju Petersonia.
Gatunek ten został opisany w 2006 roku przez Ulfa Nylandera jako Castiarina shelleybarkeri. Do nowego rodzaju Petersonia przeniósł go w 2007 roku Trevor J. Hawkeswood. Nazwę rodzajową nadano na cześć zoologa Magnusa Petersona.
Chrząszcz o ciele długości 22 mm i szerokości 8 mm, ku przodowi i ku tyłowi zwężonym, z wierzchu wypukłym. Głowę ma metalicznie niebieską do niebieskozielonej z zielonymi okolicami oczu i guli oraz niebieskozielonymi czułkami. Człony czułków od trzeciego do dziesiątego są podwójnie grzebieniaste, a jedenasty jest potrójnie grzebieniasty. Barwa przedplecza i tarczki jest metalicznie niebieskozielona. Przedplecze jest silnie urzeźbione, zaopatrzone w 6 wcisków na dysku, w tylnej połowie szerokie. Pokrywy są jaskrawo ciemnożółte z dwoma fioletowoczarnymi znakami: pierwszym przylegającym do ich przedniego brzegu, a drugim położonym w tylnych ⅔ ich długości i otoczonym czerwonym zabarwieniem. Brzegi boczne jak i wierzchołkowe pokryw wystają poza odwłok, a ich epipleury są zaopatrzone w wyraźne haczyki. Odnóża są metalicznie niebieskozielone. Połowa czwartego widocznego sternitu odwłoka oraz sternity od piątego do siódmego są ciemnopomarańczowe, a reszta spodu ciała metalicznie niebieskozielona. Ukośne szwy pomiędzy śródpiersiem a zapiersiem są dobrze zaznaczone.
Owad endemiczny dla Papui-Nowej Gwinei, znany wyłącznie z prowincji Morobe.